# Édentől keletre (album)
Az Édentől keletre az Éva-Neotonnak az ebben a felállásban megjelent második stúdióalbuma, 1990-ből. Dél-Koreában is kiadták, Main Street címmel.

## Megjelenések
| Ország       | Formátum | Sorszám    | Kiadó  | Év   |
| ------------ | -------- | ---------- | ------ | ---- |
| Magyarország | LP       | SLPM 37478 | Profil | 1990 |
| Magyarország | MC       | MK 37478   | Profil | 1990 |

- Édentől keletre
- Veszedelmes vagyok
- Táncolnék veled
- Számíthatsz rám
- Nem megy tovább
- Százszorszép
- Kyokushinkay
- Elutazom
- Levegőt!
- Sohase gondolj rá!
- Hiányzol